# Középmező megállóhely
Középmező megállóhely egy Baranya vármegyei vasúti megállóhely, melyet a MÁV üzemeltet Mohács városában. A belterület nyugati peremvidékén helyezkedik el, az 57-es főút vasúti keresztezésétől mintegy 150 méterre délre.

## Vasútvonalak
A megállóhelyet az alábbi vasútvonalak érintik:
- Pécs–Mohács-vasútvonal

## Kapcsolódó állomások
A megállóhelyhez az alábbi állomások vannak a legközelebb:
- Nagynyárád megállóhely (Pécs–Mohács-vasútvonal)
- Mohács vasútállomás (Pécs–Mohács-vasútvonal)

## Forgalom
| Járat        | Útvonal | Gyakoriság |
| ------------ | --- | ---------- |
| személyvonat | Pécs – Pécs-Külváros – Pécsbánya-Rendező – Pécsudvard – Szőkéd – Áta – Kistótfalu – Vokány – Palkonya – Villánykövesd – Villány – Márok – Bóly – Nagynyárád – Középmező – Mohács | Napi 2 pár |
| személyvonat | Mohács – Középmező – Nagynyárád – Bóly – Márok – Villány | Napi 5 pár |